# Alchemilla iratiana
Alchemilla iratiana é uma espécie de rosácea do gênero Alchemilla, pertencente à família Rosaceae.